# Witold Wiśniowski
Witold Antoni Wiśniowski (ur. 22 stycznia 1947) – polski inżynier, profesor nauk inżynieryjno-technicznych, doktor habilitowany nauk technicznych. Specjalizuje się w dynamice i drganiach konstrukcji lotniczych oraz w zarządzaniu nauką. Profesor nadzwyczajny i dyrektor warszawskiego Instytutu Lotnictwa. 
Habilitował się na Wydziale Mechanicznym Energetyki i Lotnictwa Politechniki Warszawskiej w 2012. Jest członkiem Komitetu Badań Kosmicznych i Satelitarnych PAN oraz Rady Głównej Instytutów Badawczych. Swoje prace publikował m.in. w „Pracach Instytutu Lotnictwa (Transactions of the Institute of Aviation)”, „Aircraft Engineering and Aerospace Technology” oraz „Journal of KONES”. Jest wiceprezesem Polskiego Stowarzyszenia Aeronautyki i Astronautyki.
W 2011 odznaczony Krzyżem Kawalerskim Orderu Odrodzenia Polski. Wyróżniony Odznakę Honorową za Zasługi dla Rozwoju Gospodarki Rzeczypospolitej Polskiej.